# Epenisa Cakobau
À ne pas confondre avec son ancêtre Seru Epenisa Cakobau (1817-1883).
Ratu Epenisa Seru Cakobau, né vers 1960,, est un grand chef autochtone et homme politique fidjien. Depuis 2023, il porte l'un des trois plus hauts titres coutumiers du pays.

## Biographie

### Origines
Arrière-arrière-petit-fils du roi Ratu Seru Epenisa Cakobau qui unifie les Fidji au XIXe siècle avant de les céder à la Couronne britannique, et fils de Ratu Sir George Cakobau, le gouverneur-général des Fidji de 1973 à 1983, il est issu de la lignée des chefs de l'île de Bau et des Vunivalu, grands chefs de la confédération Kubuna, confédération de chefferies sur une partie de l'archipel fidjien. En 1986, à l'âge de 26 ans, il épouse Adi Frances Loloma, issue de l'aristocratie de l'île de Batiki, par une cérémonie méthodiste. Parmi le millier d'invités à leur mariage se trouvent le gouverneur-général Ratu Sir Penaia Ganilau, le Premier ministre Ratu Sir Kamisese Mara, ainsi que des dignitaires venus du Royaume-Uni, d'Australie et de Nouvelle-Zélande.
À la mort de son père en 1989, le clan tribal Tui Kaba, qui doit se décider quant à son héritier, est divisé entre les partisans d'Epenisa Cakobau et ceux de son demi-frère aîné Ratu George Cakobau Jr. (en), laissant le titre vacant. Au début du XXIe siècle, deux autres chefs sont également prétendants au titre, dont l'ancien vice-président de la République Ratu Jope Seniloli.

### Carrière politique
Candidat malheureux pour le parti Soqosoqo ni Vakavulewa ni Taukei (SVT, parti conservateur autochtone) dans la circonscription de Tailevu-sud / Lomaiviti aux élections législatives fidjiennes de 1999, Ratu Epenisa Cakobau est battu par le candidat travailliste Isireli Vuibau. Sa sœur, Adi Litia Cakobau, qui avait été ministre de la Culture dans le gouvernement de dictature militaire de 1987, est quant à elle battue dans la circonscription voisine de Tailevu-nord / Ovalau. Après le coup d'État de 2000 qui renverse le gouvernement travailliste de Mahendra Chaudhry, les partisans du coup d'État, dont notamment les anciens députés du SVT Ratu Naiqama Lalabalavu, Ratu Rakuita Vakalalabure et Sireli Leweniqila, fondent l'Alliance conservatrice, un parti politique d'extrême-droite qui prône la suprématie des intérêts des Fidjiens autochtones, la réservation des postes de président de la République et de Premier ministre aux autochtones, et la libération de George Speight, l'auteur du coup d'État. Ratu Naiqama Lalabalavu persuade la famille Cakobau dans son ensemble de soutenir le nouveau parti, et lors de sa réunion inaugurale en juin 2001, Ratu Epinesa Cakobau est élu président du parti, Ratu Naiqama étant quant à lui le chef du parti.
Ratu Epinesa ne se présente pas aux élections de 2001, auxquelles trois membres de sa fratrie dont Ratu George et Adi Litia sont candidats sans succès, ni à celles de 2006. Son frère Ratu George et sa sœur Adi Litia, faits sénateurs par le Grand Conseil des chefs, appellent en 2003 à ce que le pouvoir politique soit réservé aux chefs autochtones coutumiers et demandent au gouvernement de créer un délit d'utilisation du mot « fidjien » en référence à des citoyens fidjiens non-autochtones, notamment d'ascendance indienne.
Après le coup d'État anti-raciste de 2006 qui renverse le gouvernement ethno-nationaliste autochtone de Laisenia Qarase, dont l'Alliance conservatrice est membre, Ratu Epenisa Cakobau est arrêté en novembre 2007 pour avoir frappé d'un coup de poing le jeune soldat Meli Bainimarama, fils du nouveau dictateur Frank Bainimarama. L'incident a lieu dans une boîte de nuit de Suva, et Ratu Epenisa est en état d'ivresse au moment de l'altercation. Le juge lui rappelle son devoir de montrer l'example en tant que fils d'un grand chef coutumier, et le condamne à une amende à verser à sa victime. En 2008, les trois plus hauts chefs coutumiers des Fidji, Ratu Naiqama Lalabalavu, Ro Teimumu Kepa et Ratu Epenisa Cakobau, critiquent la décision du gouvernement Bainimarama de faire de « fidjien » le gentilé commun à tous les citoyens du pays.

### Vunivalu
En 2018 il tente de se faire introniser Vunivalu sur l'île de Bau, mais en est empêché par la Commission aux Terres autochtones, qui rappelle que l'héritage de ce titre demeure contesté. La police arrête brièvement Ratu Epenisa, avant de le relâcher le lendemain. En mars 2023, toutefois, il est légalement intronisé Vunivalu au cours d'une cérémonie coutumière et religieuse à laquelle assistent le président de la République Ratu Wiliame Katonivere et le Premier ministre Sitiveni Rabuka,. La ministre des Affaires étrangères de Nouvelle-Zélande, Nanaia Mahuta, lui rend visite pour lui exprimer son respect.
En mai 2023, il participe à une cérémonie de réconciliation au cours de laquelle, avec Ratu Naiqama Lalabalavu et Ro Teimumu Kepa, il demande pardon aux Indo-Fidjiens pour les violences et les injustices commises à leur encontre lors du coup d'État de 2000, et demande pardon à Mahendra Chaudhry pour ce coup d'État. Présent à la cérémonie, l'ancien Premier ministre Chaudhry accepte de pardonner aux trois grands chefs,.